# Hydnum umbilicatum
Hydnum umbilicatum é uma espécia de fungo pertence à família Hydnaceae.